# Caribe Neerlandés
Caribe Neerlandés (en neerlandés: Caribisch Nederland, pronunciado /kaˈribisˌnedərˌlɑnt/ⓘ; ocasionalmente llamado Países Bajos Caribeños) es el nombre que reciben tres islas con el estatus político de municipios especiales de los Países Bajos localizadas en el mar Caribe. La región está conformada por Bonaire, San Eustaquio y Saba. En el ordenamiento jurídico neerlandés, las tres islas son nombradas como Islas BES, siendo oficialmente consideradas como entidades públicas (openbaar lichaam) dentro de los Países Bajos y como países y territorios de ultramar de la Unión Europea, no conformando parte del territorio comunitario ni de la unión aduanera ni del espacio de Schengen. Su actual estatus es consecuencia de la disolución de las Antillas Neerlandesas el 10 de octubre de 2010.
Bonaire es una de las islas de Sotavento y está localizada frente a las costas de Venezuela. San Eustaquio y Saba están localizadas en las Antillas Menores, al sur de San Martín y al norte de San Cristóbal y Nieves.
El idioma neerlandés es oficial en las tres islas. El idioma inglés es oficial en San Eustaquio y Saba, mientras que el papiamento es oficial en Bonaire. El idioma español apenas es hablado en San Eustaquio y Saba, pero cuenta con bastantes hablantes en Bonaire debido a su cercanía con Venezuela, si bien solo una minoría significativa de la población lo habla como lengua materna.
La moneda de estos territorios es el dólar estadounidense desde el 1 de enero de 2011. Anteriormente, era el florín antillano neerlandés.

## Administración
Según la Ley de Entidades Públicas (Wet Openbare Lichamen), Bonaire, San Eustaquio y Saba (WolBES o WOLBES), y en congruencia con el Artículo 134 de la Constitución de 1815 del Reino de los Países Bajos, como entidades públicas o municipios especiales no forman parte de ninguna provincia de los Países Bajos. A su vez, dichas entidades estarán bajo custodia de la Oficina Nacional del Caribe Neerlandés.

### Entidades públicas de los Países Bajos
| Entidad pública | Capital    | Ciudad más grande | Área (km²) | Población 1-1-2010 | Densidad (por km²) |
| --------------- | ---------- | ----------------- | ---------- | ------------------ | ------------------ |
| Bonaire         | Kralendijk | Kralendijk        | 288        | 16 541             | 57                 |
| Saba            | The Bottom | The Bottom        | 13         | 1737               | 134                |
| San Eustaquio   | Oranjestad | Oranjestad        | 21         | 2886               | 137                |
| Total           | Total      | Total             | 322        | 21 164             | 56                 |